# Vorlegierung
Vorlegierung ist ein Handelsbegriff für solche Legierungen, die nicht zur Fertigung von Endprodukten dienen, sondern Metallschmelzen zugesetzt werden, um deren Eigenschaften zu verbessern. Sie sind als Barren, Masseln (auch gezahnte, gut portionierbare Kleinmasseln), Granulate oder Pulver im Handel.
Eine Vorlegierung besteht immer aus einem Basismetall wie Eisen (Fe), Aluminium (Al), Kupfer (Cu) oder Nickel (Ni) und enthält als Handelsprodukt in vorgeschriebener Zusammensetzung Legierungselemente, die sich in ihrer reinen Form mit dem Basismetall schwer legieren, sei es, weil ihre Schmelzpunkte sehr hoch oder ihre Siedetemperatur niedrig liegen oder sie nur langsam in Lösung gehen oder leicht oxidieren.
Dies schließt nicht aus, dass Gießereien benötigte Vorlegierungen selbst erschmelzen, im Regelfall werden Vorlegierungen jedoch von hierauf spezialisierten Betrieben hergestellt und in den Markt gebracht; sie ersparen es, sich mit legierungsspezifischen Problemen auseinanderzusetzen und erleichtern es den Gießereien, Gusslegierungen mit den für den Verwendungszweck dienlichsten Eigenschaften herzustellen. Dazu gehört auch der bei Mg-haltigen AlSi-Legierungen zum Erhalt der Legierungseigenschaften zwingend erforderliche Ausgleich von Oxidations- oder Abbrandverlusten.

## Zusammensetzung von Vorlegierungen

### Eisenbasisvorlegierungen
Auf Basis von Eisen sind es die Ferrolegierungen wie Ferrochrom (FeCr), Ferromangan (FeMn), Ferrosilicium (FeSi), Ferrosilicium-Magnesium (FeSiMg), Ferrotitan (FeTi) oder Ferrophosphor (FeP), letzteres eine Vorlegierung, die auch als gefügebeeinflussender Zusatz bei der Herstellung von Gussstücken aus übereutektischen AlSi-Legierungen verwendet wird. Weitere Vorlegierungen werden in der Stahl- und Gusseisenherstellung verwendet, um vorgegebene mechanische Werte und die für die verschiedenen Gusseisensorten typischen Gefügezustände zu erreichen.
Beispiel für den Effekt derartiger Legierungszusätze ist sphärolithisches Gusseisen (ductile iron), das stets  einen Magnesiumzusatz zur Entschwefelung benötigt, weil nur schwefelfreie Schmelzen die kugelige Ausbildung des Graphits ermöglichen.
Die gleiche Zusammensetzung wie Vorlegierungen haben auch zur Impfung verwendete Materialien, wie z. B. Ferrosilizium.

### Aluminiumbasisvorlegierungen
Die  DIN EN 575 - 1995-09 definiert als Vorlegierungen als solche die nur als Zusatz beim Einschmelzen verwendet werden, um die Zusammensetzung einzustellen und/oder die Verunreinigungen zu begrenzen und/oder die Gußstruktur zu beeinflussen. Einige dieser Vorlegierungen können mehr als 50 % des Hauptlegierungselementes enthalten.
Die Mehrzahl der als Legierungsbestandteil von Aluminium erwünschten Metalle – Magnesium ausgenommen – lassen sich nur dann zulegieren, wenn sie nicht in ihrer reinen Form, sondern „mit Aluminium verdünnt“ zulegiert werden. So ist reines Kupfer in einer Aluminiumschmelze nicht löslich, jedoch eine Vorlegierung aus 50 Teilen Aluminium und 50 Teilen Kupfer. AlSr10 besteht beispielsweise aus 90 % Aluminium und 10 % Strontium, die bei eutektischen und naheutektischen Legierungen (< 12 % Silizium) zur gefügebeeinflussenden Veredelung eingesetzt wird. Die aus dem Erstarrungsdiagramm solcher Gemische ersichtliche optimale Temperatur für die Löslichkeit in der Basisschmelze bildet den Gradmesser für die Zusammensetzung einer gut löslichen Vorlegierung.

### Kupferbasisvorlegierungen
Nach EN 1981:2003 wird unter einer Vorlegierung für Kupfer eine Legierung verstanden, die bestimmt ist, einer Schmelze ein oder mehrere Elemente hinzuzufügen.
Unter zahlreichen Vorlegierungen auf Kupferbasis, wie sie bei der Herstellung von Sonderbronzen benötigt werden, ist CuAl50 in der Aluminiumgießerei bekannt. Bei Schwermetallguss, also nicht leitfähigem Kupfer, Bronze, auch Rotguss kommen umgangssprachlich Phosphorkupfer, wie CuP10 oder CuP15, genannte Vorlegierungen zur Desoxydation der Schmelzen sowie als Phosphorträger zur Herstellung von Phosphorbronzen oder Phosphorhaltigen Loten zum Einsatz.

## Legierungsprüfung
Eine spektrographische Bestimmung der Legierungsbestandteile garantiert noch nicht optimale Qualität. Dafür sind Schliffbilder und Erstarrungsdiagramme der Mehrstoffsysteme erforderlich sowie die Feststellung, welche Arten von Primär- und Mischkristallen bei der Erstarrung gebildet wurden.